# Pedro Ernesto
Pedro Ernesto do Rego Baptista (Recife, 25 de septiembre de 1884 — Río de Janeiro, 10 de agosto de 1942) fue un médico y político brasileño. Fue alcalde del entonces Distrito Federal por dos periodos entre el 30 de septiembre de 1931 y el 2 de octubre de 1934 y entre el 7 de abril de 1935 y el 4 de abril de 1936. Pedro Ernesto fue revolucionario del 22, del 26 y del 30 y era llamado "Madre de los Tenientes" por el respeto y admiración que tenían por él.
Fue el primer político en dar apoyo financiero al carnaval de Río de Janeiro dentro de un proyecto que buscaba transformar a Río de Janeiro en una potencia turística. Pedro Ernesto fue considerado uno de los mayores benefactores de las escuelas de samba y alcanzó tal popularidad que llegó a ser tentado para la Presidencia de la República antes de ser apresado bajo la acusación de ser comunista.